# The Banner of Freedom
The Banner of Freedom est l'hymne national des Samoa. Cet hymne rend hommage au drapeau samoan. La musique fut composée par Sauni Iiga Kuresa, qui a également écrit les paroles. L'hymne fut adopté après l'indépendance du pays en 1962 vis-à-vis de la Nouvelle-Zélande.

## Paroles
Deux versions, l'une en samoan et l'autre en anglais, sont officielles.
| Samoa, tula'i ma sisi ia lau fu'a, lou pale lea! Samoa, tula'i ma sisi ia lau fu'a, lou pale lea! Vaai 'i na fetu o lo'ua agiagia ai: Le faailoga lea o Iesu, na maliu ai mo Samoa. Oi, Samoa e, uu mau lau pule ia faavavau. 'Aua e te fefe; o le Atua lo ta fa'avae, o lota sa'olotoga. Samoa, tula'i: 'ua agiagia lau fu'a, lou pale lea! | Samoa, arise and raise your flag, your crown! Samoa, arise and raise your flag, your crown! Look at those stars that are waving on it: This is the symbol of Jesus, who died on it for Samoa. Oh, Samoa, hold fast your power forever. Do not be afraid; God is our foundation, our freedom. Samoa, arise: your flag is waving, your crown! | Samoa, debout et élève ton drapeau, ta couronne ! Samoa, debout et élève ton drapeau, ta couronne ! Regardez ces étoiles qui sont en train de s’agiter sur elle : C’est le symbole de Jésus, qui est mort sur elle pour les Samoa. Oh, Samoa, retenez votre pouvoir pour toujours. N'ayez pas peur, Dieu est notre fondation, notre liberté. Samoa, debout : ton drapeau est en train de s’agiter, ta couronne ! |